# Рог тритона
Рог трито́на, или харония тритон, или тритонов рог (лат. Charonia tritonis) — брюхоногий моллюск из рода Charonia. Является одной из самых известных и популярных сувенирных морских раковин.

## Описание

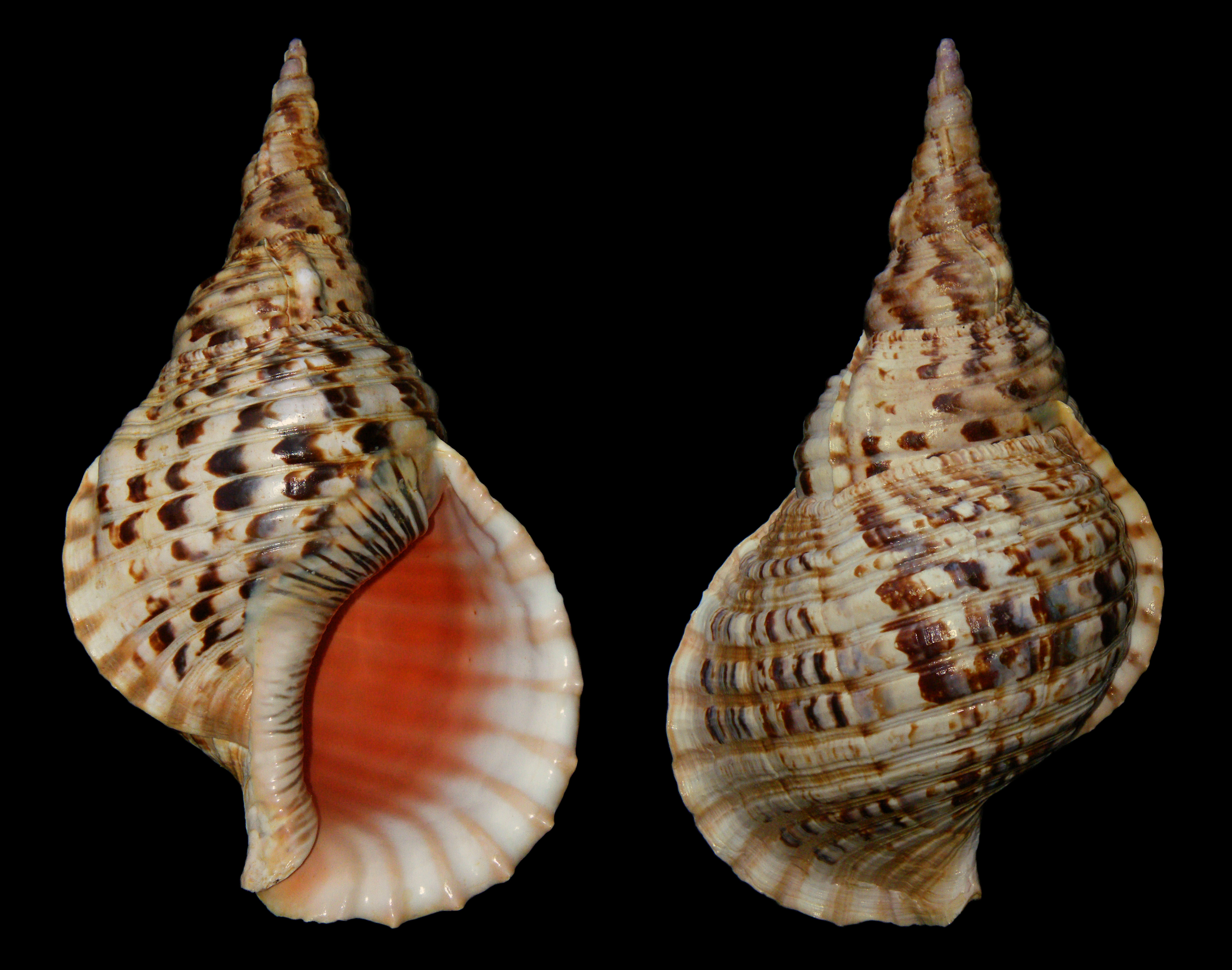

Длина раковины до 45 см. Раковина крупная, башневидная, с крупным последним оборотом и стройной заострённой вершиной. Скульптура образована редкими невысокими осевыми килями (шаг пол-оборота) и широкими уплощенными спиральными килями, между которыми расположены парные бороздки.
Устье большое, овальное, изнутри ярко-оранжевое, с широким сифональным отверстием, сильно вывернутой наружу колумеллярной губой, жёлтой или белой с поперечными лилово-чёрными линиями. Внешняя губа отогнута наружу и имеет крупногофрированный край, что соответствует наружной скульптуре (спиральные кили). Общая окраска — бежевая, с множеством С-образных пятен и линий коричневого цвета. Спиральные бороздки оранжевые, зародышевая раковина фиолетовая.
Окраска ноги моллюска ярко-жёлтая с широкими поперечными черными полосами.

## Распространение
Тропический Индо-Тихоокеанский район. От Филиппинских островов до Окинавы (Япония).

## Образ жизни
Моллюск обитает на глубине 5—30 м. Населяет коралловые рифы и мелководья. Хищник. Питается в основном морской звездой «терновый венец», морскими ежами, гребешками. Слюнные железы моллюска вырабатывают секрет, содержащий 3—4 % свободной серной кислоты, а также аспарагиновую кислоту, приводящую иглокожих в состояние оцепенения.

## Использование человеком
На островах Океании раковины этого моллюска применяли в качестве музыкального инструмента — трубы. Островитяне высверливали отверстие в верхних оборотах завитка, что позволяло получать звуки различных тональностей и исполнять мелодии.

## В мифологии
В древнегреческой мифологии существует легенда, что Зевс наградил Пана рогом Тритона, который издавал громкие звуки, служа сигнальной трубой.